# José María Secades del Rivero
José María Secades y del Rivero Díaz de Argüelles y Hevia (Oviedo, 11 de septiembre de 1785 - Madrid, 1868) fue un político español, que desarrolló su trabajo en la administración pública, alcanzando en la misma el puesto de Director General de Rentas. 

## Trayectoria política
Con la invasión francesa, fue secretario de la comandancia general de la provincia de Oviedo. Su buena gestión, le permitió hacer carrera en el Ministerio de Hacienda. De familia hidalga, ingresó en 1838 en la Orden de Carlos III. En los gobiernos de la de la regencia de María Cristina en nombre de la futura reina Isabel II fue nombrado ministro de Hacienda durante un breve período en 1840, en tanto terminaba de disputarse la regencia entre la reina gobernadora y Espartero. También lo fue al mismo tiempo y de manera interina de Gracia y Justicia y de Gobernación. Después, fue elegido diputado en 1841.